# Loi relative à l'administration territoriale de la République
« Loi ATR » redirige ici. Pour les autres significations, voir ATR.
Lire en ligne

Loi no 92-125 sur le site de Légifrance.

Loi relative au renforcement et à la simplification de la coopération intercommunale (1999)
La loi no 92-125 du 6 février 1992 relative à l’administration territoriale de la République, dite « loi ATR »,  est un acte législatif français consacré à l’organisation territoriale de l’État, à la démocratie locale et aux coopérations locale et décentralisée. Promulguée par François Mitterrand le 6 février 1992, elle est adoptée le 24 janvier précédent par l’Assemblée nationale. La loi entre en vigueur le 8 février 1992, jour de sa publication au Journal officiel.
Initialement intitulé « loi d’orientation », le texte s’inscrit dans le prolongement du premier acte de décentralisation embrayé par les premiers gouvernements de François Mitterrand entre 1982 et 1986. « Second souffle » décentralisateur, il suit un long parcours avant d’arriver au Parlement : mis à l’étude dès 1988, il est soumis aux avis du Conseil économique et social et du Conseil d’État en 1990, puis, déposé comme projet de loi dans les chambres en 1990 et 1991. D’abord porté par Philippe Marchand, ministre délégué chargé des Collectivités locales et de la Sécurité civile (1990-1991) dans le second gouvernement de Michel Rocard, il est ensuite pris en charge par Jean-Pierre Sueur, secrétaire d’État chargé des Collectivités locales (1991-1992), sous la tutelle du premier, devenu ministre de l’Intérieur dans le gouvernement d’Édith Cresson. Le texte est définitivement adopté dans le cadre d’une session extraordinaire en 1992.
Positionnant les collectivités territoriales sur un même pied d’égalité vis-à-vis des services de l’État, il crée des formes d’intercommunalités à fiscalité propre : les communautés de communes (CC) et les communauté de villes (CV). En outre, des schémas départementaux de coopération intercommunale (SDCI) visant la rationalisation des regroupements de communes sont mis en place à l’échelle nationale ; ils sont gérés par des commissions départementales (dites CDCI) composées exclusivement d’élus. La loi précède celle relative au renforcement et à la simplification de la coopération intercommunale, dite « loi Chevènement », adoptée en 1999.

## Histoire

### Contexte
La loi s’inscrit dans la continuité des grandes réformes décentralisatrices et de déconcentration engagées par les gouvernements de François Mitterrand au début des années 1980. Dix ans après la loi-phare du 2 mars 1982, elle a pour ambition de donner un « second souffle » à la décentralisation. Pour le sociologue David Guéranger, elle est la première des « tentatives de réforme centrées directement sur les mécanismes de recomposition territoriale » dans les années 1990 avec les lois Pasqua (1995), Voynet (1999) et Chevènement (1999),.

### Premiers projets
La direction générale des Collectivités locales (DGCL) commet en juillet 1988 un rapport d’une trentaine de pages dressant le premier bilan de l’intercommunalité après la décentralisation pouvant être relié au rapport Vivre ensemble d’Olivier Guichard (1976), dans le sens où certaines idées d’intercommunalité de projet y sont reprises, et au rapport de Bernard Barbier de 1987. D’origine administrative, une des premières moutures est mise à l’étude comme projet d’acte législatif en septembre 1988, caractérisée par une influence « technocratique »,.
Une fuite de l’avant-projet bouleverse l’avancée du texte : les tendances jacobinistes de la rédaction initiale provoquent des réactions d’associations d’élus, en particulier l’Association des maires de France (AMF), lors de son 72e congrès, mais aussi, l’Association des présidents de conseils généraux (APCG) et l’Association nationale des élus régionaux (ANER). Ces dernières saisissent les groupes d’opposition au gouvernement au Sénat afin de demander à Pierre Joxe de réviser le texte. En résulte un processus de concertation engagé par la DGCL et qualifié de « sans précédent » par le ministre de l’Intérieur, mais, qui, finalement, relève davantage de l’« affichage » selon les mots d’un chef de bureau de la direction tant le projet est peu modifié.
À l’issue d’un colloque organisé à Rennes et inauguré par le premier ministre Michel Rocard en avril 1990, le premier extrait de l’avant-projet est diffusé, sans aucune discussion préalable. Plusieurs instances de regroupements de collectivités territoriales sont alors approchées, en particulier, l’Association des maires de France et les Maires des grandes villes (AMGVF). Le document est ensuite soumis pour avis au Conseil économique et social en juin 1990 et au Conseil d’État le 19 juillet suivant,.

### Cheminement au Parlement
Contrairement à la tradition parlementaire relative aux sujets touchant les collectivités territoriales, le projet de loi est déposé, non pas sur le bureau du Sénat, mais sur celui de l’Assemblée nationale. Dès le départ législatif du texte, des élus pointent ainsi « l’indélicatesse » faite à la chambre haute du Parlement,.
Au Palais-Bourbon, une commission spéciale dirigée par Gérard Gouzes est mise sur pied. Un rapport signé de Christian Pierret au nom de celle-ci est discuté à partir du 25 mars 1991. À son arrivée au palais du Luxembourg, le projet de loi est pris en main par la commission des lois et examiné une première fois le 11 juin suivant,. 
Les chambres n’étant pas d’accord entre elles, le projet suit les étapes de la première et deuxième lectures, de la commission mixte paritaire, d’une nouvelle lecture et d’une dernière. L’adoption définitive est réalisée par l’Assemblée nationale le 24 janvier 1992.

### Entrée en vigueur
La loi est promulguée le 6 février 1992 par le président de la République François Mitterrand, contresignée par le premier ministre Édith Cresson, les ministres Pierre Bérégovoy, Roland Dumas, Jean-Pierre Soisson, Philippe Marchand, Louis Mermaz, Paul Quilès, Louis Le Pensec, le ministre délégué Michel Charasse et le secrétaire d’État Jean-Pierre Sueur. L’acte est publié au Journal officiel de la République française le 8 février suivant.

## Contenu
Initialement, l’acte législatif se structure en quatre titres : le premier, « De l’organisation territoriale de l’État », admet 8 articles (nos 2 à 9) ; le deuxième, « De la démocratie locale », en détient 43 (nos 10 à 52), répartis en 5 chapitres ; le troisième, « De la coopération locale », 78 (nos 53 à 130), en 8 chapitres ; le quatrième et dernier, « De la coopération décentralisée », n’admet que 5 articles (nos 131 à 135).
Le professeur de droit public Yves Jégouzo fait remarquer la longueur et le caractère « touffu » de la loi au regard des 20 pages publiées au Journal officiel tout en critiquant l’emploi initial de « loi d’orientation » tant le texte comporte, de son point de vue, d’« ambiguïtés » et « demi-mesures ».

## Modifications
Données provenant de la section « Chronolégi » de la loi sur le site de Légifrance.
- 1993 :
  - 30 janvier : lois nos 93-121 et 93-122,
  - 30 juin : loi no 93-869 ;
- 1995 :
  - 21 janvier : loi no 95-65,
  - 5 février 1995 : loi no 95-115 ;
- 1996 :
  - 24 février : loi no 96-1942,
  - 13 avril : loi no 96-314 ;
- 10 mai 1997 : décret no 97-463 ;
- 3 juillet 1998 : loi no 98-546 ;
- 2001 :
  - 13 juillet : loi no 2001-616,
  - 12 décembre 2001 : loi no 2001-1168 ;
- 15 avril 2006 : loi no 2006-436 ;
- 19 mai 2011 : loi no 2011-525 ;
- 1er janvier 2014 : loi no 2013-1278 ;
- 2015 :
  - 1er janvier : ordonnance no 2014-1543,
  - 22 mars : loi no 2013-403 ;
- 1er avril 2019 : ordonnance no 2018-1074.

## Impacts de la loi
À partir de 1993, 93 communautés de communes sont créées à la suite de cette loi. Après la loi relative au renforcement et à la simplification de la coopération intercommunale, concurrencées par le nouveau statut juridique de communauté d’agglomération, leur nombre passe de 347 en 1999 à 717 en 2001. Il est évalué à 400 en 2007, ce qui représente à l’époque environ 68 % des intercommunalités à fiscalité propre de France.

## Chronologie législative
| Intitulé de l’acte législatif                                                                           | Étapes de la discussion                 | Dépôt                              | Première lecture        | Première lecture                         | Deuxième lecture                           | Deuxième lecture                          | Commission mixte paritaire | Nouvelle lecture                          | Nouvelle lecture                          | Lecture définitive                    | Promulgation   |
| Intitulé de l’acte législatif                                                                           | Étapes de la discussion                 | Dépôt                              | Assemblée nationale     | Sénat                                    | Assemblée nationale                        | Sénat                                     | Commission mixte paritaire | Assemblée nationale                       | Sénat                                     | Assemblée nationale                   | Promulgation   |
| --- | --------------------------------------- | ---------------------------------- | ----------------------- | ---------------------------------------- | ------------------------------------------ | ----------------------------------------- | -------------------------- | ----------------------------------------- | ----------------------------------------- | ------------------------------------- | -------------- |
| Loi d’orientation no 92-125 du 6 février 1992 relative à l’administration territoriale de la République | Dossier législatif sur le site du Sénat | 27 août 1990 (Assemblée nationale) | 8 avril 1991 (adoption) | 3 juillet 1991 (adoption, texte modifié) | 30 novembre 1991 (adoption, texte modifié) | 14 janvier 1992 (adoption, texte modifié) | 20 janvier 1992            | 22 janvier 1992 (adoption, texte modifié) | 23 janvier 1992 (adoption, texte modifié) | 24 janvier 1992 (adoption définitive) | 6 février 1992 |